# Олександра Руда
Олександра Руда (нар.. 3 березня 1982, Донецьк, Українська РСР, СРСР) — українська письменниця, що працює в жанрі фентезі.

## Життєпис
Олександра Руда народилася 1982 року в Донецьку. Після закінчення загальноосвітньої школи вона вивчала філософію та релігієзнавство в Інституті філософії Національної академії наук України в Києві. У листопаді 2006 року польський літературно-публіцистичний електронний журнал про фентезі Fahreinheit опублікував її оповідання «Як я була на побаченні» в перекладі Марини Макаревської, а в 2007 році — наступне оповідання «За жменю кілограмів» у перекладі Рафала Дембського.

## Літературні праці
Книги Олександри Рудої виходили українською та російською мовою. Вони також перекладені багатьма мовами, зокрема, польською.

### Цикл «Ола та Отто»
1. «Свій шлях» (2010; героїчне фентезі)
2. «Вибір» (2010; гумористичне фентезі)
3. «Грані» (2011; гумористичне фентезі)
4. «Столиця» (2015; героїчне фентезі)
5. «Некромантка» (2018; мережева публікація)

- - Вибрані події з життя Великої Ольгерди (2016; гумористичне фентезі)
  - Складності перекладу (2018)

### Цикл «Родовий кинджал»
1. «Родовий кинджал» (2011; героїчне фентезі, любовна фантастика)
2. «Обручки» (2013; гумористичне фентезі)
3. «Два кинджали» (2017; мережева публікація, любовна фантастика)
4. Нерозділене кохання Дазаеля (2017; мережева публікація)

### Цикл «Федерація п'ятдесяти планет»
1. «Ідеальний ген» (любовна фантастика, еротика)
2. «Ідеальний ген — 2» (любовна фантастика, еротика)
3. «Ідеальний ген — 3» (любовна фантастика, еротика)

### Однотомники
- «Червоний пасок» (2014; мережева публікація) / Переклад з російської — Ольга Кухарук.
- «Записки дружини супергероя» (2015; мережева публікація)
- «В+К» (2016; мережева публікація) 2017 — * «Нотатник попаданки, або Не все так просто» (2017; мережева публікація)
- «Кнопка» (2017; мережева публікація, фентезі)
- «Шоу „Чорний Володар“» (2019; мережева публікація).

### Невеликі оповідання та казки
- Дракон (гумористична фантастика, фентезі)
- Дракон. Невеликі оповідання та казки (гумористична фантастика, фентезі)
- Зла і страшна відьма (гумористична фантастика, фентезі)
- Улюблений Сірий (гумористична фантастика, фентезі)
- Справжній Принц (гумористична фантастика, фентезі)

## Нагороди та визнання
У 2012 році вона отримала нагороду на Європейській конференції любителів фентезі Єврокон (заохочувальний приз).[джерело?]